# Antonia Iacobescu
Antonia Clara Iacobescu (Bucarest, 12 de abril de 1989), conocida artísticamente como Antonia, es una cantante y modelo rumana.

## Biografía
Antonia se trasladó con su familia de Rumania a los Estados Unidos cuando ella tenía cinco años de edad. Creció en Utah y Las Vegas, donde terminó la escuela secundaria y comenzó a modelar. A la edad de 18 años se trasladó a Rumania con su familia. Poco después, se encontró con el productor Tom Boxer, quien inició su carrera musical con "Rosas en el fuego".
Antonia aseguró que la experiencia de modelado le dejó un sabor amargo debido a las rivalidades entre las modelos.

### Carrera musical
En 2009, Antonia grabó la canción "Morena" con el DJ y productor Tom Boxer. Fue lanzado en enero de 2010 y alcanzó el número uno en Bulgaria, Polonia y Rumania. También alcanzó el top 10 en Hungría e Israel.
Su siguiente sencillo, "Shake it Mamma", se convirtió en un éxito en las emisoras importantes de Europa. El éxito internacional de la canción hizo que en 2011 Roton grabase el primer videoclip de Antonia, en la que aparece protagonizando a una geisha contemporánea. En 2012 lanzó los sencillos "I Got You" y "Jameia".
La cantante rumana fue nominada en 2013 y 2014 en los MTV Europe Music Awards como "mejor artista rumano", pero no consiguió hacerse con los premios.

## Discografía
Sencillos
- 2009 – "Roses on Fire"
- 2010 – "Morena" (con Tom Boxer)
- 2011 – "Shake It Mamma" (con Tom Boxer)
- 2011 – "Marionette"
- 2011 – "Pleacă" (con Vunk)
- 2012 – "I Got You"
- 2012 – "Jameia"
- 2013 – "Summertime Affaire"
- 2013 – "Marabou"
- 2013 – "Hurricane" (con Puya)
- 2014 – "Întoarce-te acasă" (con Holograf)
- 2014 – "Wild Horses" (con Jay Sean)
- 2014 – "Fie Ce-o Fi" (con Inna, Dara y Carla's Dreams)
- 2014 – "Chica Loca"
- 2015 – "Dream About My Face"
- 2016 – "Gresesc"
- 2016 – "Sună mă" (con Carla's Dreams)
- 2016 – "Vorbeste Lumea"
- 2016 – "Get Up And Dance" (con Achi)
- 2016 - "Call the Police" (con Inna, Alexandra Stan y Lori)
- 2017 – "Dor de Tine"
- 2017 – "Iubirea Mea"
- 2017 – "Amya"
- 2018 – "Adio" (con Connect-R)
- 2018 – "Tango"
- 2018 – "Hotel Lounge"
- 2018 – "Mátame" (con Erik Frank)
- 2019 – "Touch Me"
- 2020 – "Lie I Tell Myself"
- 2020 – "Como ¡Ay!"